# Wilhelm Carpelan

Wilhelm Carpelan

Wilhelm Carpelan (* 7. April 1700 in Grelsby Kungsgård, Åland; † 3. Juli 1788 in Åbo) war ein schwedischer Generalleutnant.

## Leben
Wilhelm Carpelan war das jüngste Kind von Carl Carpelan (1648–1720) und dessen zweiter Frau Ingeborg Margaretha von Torken (1674–1759). Mit 16 Jahren trat er als Unteroffizier in den schwedischen Militärdienst und wurde 1717 Sergeant in der königlichen Leibgarde. 1718 zum Fähnrich befördert, nahm er an der Belagerung der Festung Fredriksten bei Fredrikshald teil. Danach war er bis 1733 Regimentsadjutant, bevor er Hauptmann im Kronobergs Regiment wurde. 1741 wurde er Major im neu aufgestellten Hamiltonschen Regiment. Mit diesem bezog er Garnison in Malmö. 1746 wurde er zum Oberstleutnant befördert und ins  Björneborgs Regiment versetzt, 1747 ging er als Oberst ins Österbottens Regiment. Im folgenden Jahr wurde er zum Ritter des Schwertordens ernannt.
Während des Siebenjährigen Krieges wurde sein Regiment 1757 nach Schwedisch-Pommern verlegt. Im selben Jahr wurde er zum Westerbottens Regiment versetzt, mit dem er im Dezember 1757 nach Demmin in Garnison ging. Die Festung Demmin wurde ab dem 29. Dezember von preußischen Truppen unter Feldmarschall Johann von Lehwaldt belagert. Die Besatzung widerstand zunächst dem schweren Artilleriebeschuss und dem Sturmangriff. Wegen der aussichtslosen Lage nahm Carpelan das Angebot zur Kapitulation an und erhielt dafür am 1. Januar 1758 mit seiner Truppe freien Abzug. In Anerkennung seiner Verdienste wurde er am 23. Januar 1758 zum Generalmajor befördert. Im selben Jahr war er an Gefechten bei Pasewalk, Gollnitz und Rosenau beteiligt. 1759 wurde ihm das Kommando über ein Geschwader der Schärenflotte übertragen. Mit diesem gelang ihm die Einfahrt in das Stettiner Haff und der Sieg über eine preußische Flotte, wodurch schwedische Truppen unter Axel von Fersen von Usedom nach Wollin übersetzen und die Insel einnehmen konnten.
1760 wurde er zum Kommandeur vom Großkreuz des Schwertordens ernannt. Nach weiteren Gefechten in Brandenburg und Pommern nahm er 1762 an der Winterkampagne in Mecklenburg teil.  1763 wurde er zum Generalleutnant befördert. Am 2. März 1770 wurde ihm der Abschied vom Militär gewährt und am 15. Oktober 1771 wurde er in den Freiherrnstand erhoben. In den letzten Monaten vor seinem Tod lebte er in Åbo, wo er 1788 unverheiratet und ohne Nachkommen starb. Er wurde im Familiengrab in Villnäs beigesetzt. Besitz und Titel erbte sein Neffe Carl Ephraim Carpelan (1732–1819).